# Hipótesis generalizada de Riemann
La hipótesis de Riemann es una de las conjeturas más importantes de las matemáticas. Es un postulado sobre los ceros de la función zeta de Riemann. 
Existen varios objetos geométricos y aritméticos que pueden ser descritos por las llamadas funciones-L globales, las cuales son similares de manera formal a la función zeta de Riemann. Por lo tanto uno puede hacerse la misma pregunta sobre los ceros de estas funciones-L, lo que conduce a varias generalizaciones de la hipótesis de Riemann. Muchos matemáticos creen que estas generalizaciones de la hipótesis de Riemann son verdaderas. Los únicos casos de estas conjeturas que se han podido demostrar ocurren en el caso del cuerpo de funciones (no en el caso del cuerpo de números). 
Las funciones-L globales pueden estar asociadas a curvas elípticas, cuerpos numéricos (en cuyo caso se las llama funciones zeta de Dedekind), formas de onda de Maass, y caracteres de Dirichlet (en cuyo caso se las llama funciones L de Dirichlet). Cuando la hipótesis de Riemann se formula para funciones zeta de Dedekind, se la conoce por el nombre de hipótesis extendida de Riemann y cuando se la fórmula para funciones-L de Dirichlet, se la conoce por el nombre de hipótesis generalizada de Riemann. Estas dos situaciones son analizadas con mayor detalle en las siguientes secciones. (Muchos matemáticos utilizan el nombre hipótesis generalizada de Riemann para referirse a la extensión de la hipótesis de Riemann a todas las funciones-L globales, no solo para el caso especial de las funciones-L de Dirichlet.)

## Hipótesis generalizada de Riemann (HGR)
La hipótesis generalizada de Riemann (para las funciones-L de Dirichlet) fue probablemente enunciada por primera vez por Piltz en 1884. 
Al igual que la hipótesis original de Riemann, posee consecuencias que abarcan a la distribución de los números primos. 
El enunciado formal de la hipótesis es el siguiente. Un carácter de Dirichlet es una función aritmética completamente multiplicativa χ tal que existe un entero positivo k con χ(n + k) = χ(n) para todo n y χ(n) = 0 siempre que mcd(n, k) > 1. Si tal carácter existe, se define la función-L de Dirichlet correspondiente mediante
{\displaystyle L(\chi ,s)=\sum _{n=1}^{\infty }{\frac {\chi (n)}{n^{s}}}}
para todo número complejo s con parte real > 1. Mediante extensión analítica, esta función puede ser extendida a una función meromorfa definida sobre todo el plano complejo. La hipótesis generalizada de Riemann establece que para todo carácter de Dirichlet χ y todo número complejo s con L(χ,s) = 0: si la parte real de s se encuentra comprendida entre 0 y 1, entonces es 1/2.
El caso χ(n) = 1 para todo n conduce a la hipótesis ordinaria de Riemann.

### Consecuencias de la HGR
Una sucesión aritmética en los números naturales es un conjunto de números del tipo a, a+d, a+2d, a+3d, ... donde a y d son números naturales y d es distinto de cero.
El Teorema de Dirichlet establece que si a y d son coprimos, entonces dicha sucesión aritmética contiene infinitos números primos.
Si π(x,a,d) es la cantidad de números primos en dicha sucesión que son menores o iguales a x.
Si la hipótesis generalizada es verdadera, entonces para cada coprimo a y d y para cada ε > 0
{\displaystyle \pi (x,a,d)={\frac {1}{\varphi (d)}}\int _{2}^{x}{\frac {1}{\ln t}}\,dt+O(x^{1/2+\epsilon })\quad {\mbox{ cuando }}\ x\to \infty }
donde φ(d) es la función phi de Euler y O es el símbolo de Landau. Esto constituye un refuerzo significativo del teorema de los números primos, y constituye el teorema de los números primos para progresiones aritméticas.
Si la HGR es verdadera, entonces para cada primo p existe una raíz primitiva módulo p (un generador del grupo multiplicativo de enteros módulo p) que es menor que 70 (ln(p))2; lo que se suele utilizar en numerosas demostraciones.
La conjetura débil de Goldbach también se deduce a partir de la hipótesis generalizada de Riemann.
Si la HGR es verdadera, entonces se puede asegurar que el test de primalidad de Miller-Rabin corre en tiempo polinómico. (Recientemente se ha publicado el test de primalidad AKS, que es un test de primos en tiempo polinómico que no requiere de la HGR.)
Si la HGR es verdadera, entonces se garantiza que el algoritmo de Shanks-Tonelli corre en tiempo polinómico. El algoritmo de Shanks-Tonelli resulta útil para encontrar soluciones de: {\displaystyle x^{2}\equiv n\mod p}
donde n es un residuo cuadrático mod p, p es primo y x es la variable incógnita. Dicho algoritmo es un paso importante en el algoritmo de factorización de la criba cuadrática (Carl Pomerance).
Suponiendo que la HGR sea verdadera, el estimado de la suma de caracteres en la desigualdad de Pólya-Vinogradov puede mejorarse a {\displaystyle O\left({\sqrt {q}}\log \log q\right)}, siendo q el módulo del carácter.

## Hipótesis extendida de Riemann (HER)
Suponiendo que K es un cuerpo de números algebraicos (una extensión de cuerpo de dimensión finita de los números racionales Q) con anillo de los enteros OK (este anillo es la clausura integral de los enteros Z en K). Si a es un anillo ideal de OK, distinto del cero ideal denominamos a su norma Na. La función zeta de Dedekind de K está definida mediante
{\displaystyle \zeta _{K}(s)=\sum _{a}{\frac {1}{(Na)^{s}}}}
para todo número complejo s con parte real > 1. La suma se extiende sobre todos los ideales no nulos a de OK. 
La función zeta de Dedekind satisface una ecuación funcional y puede ser extendida mediante una extensión analítica a todo el plano complejo. La función resultante contiene información importante sobre el cuerpo numérico K. La hipótesis extendida de Riemann establece que para todo campo numérico K y todo número complejo s con ζK(s) = 0: si la parte real de s se encuentra entre 0 y 1, entonces vale 1/2.
La hipótesis ordinaria de Riemann se obtiene a partir de la extendida si se toma el campo de los números como Q, con el anillo Z de los números enteros.